# Comboios de Portugal
CP — Comboios de Portugal, EPE er et statsejet portugisisk jernbaneselskab, der står for passagertog i Portugal. Før juni 2009 var "CP" en forkortelse for Caminhos de Ferro Portugueses.
I 2019 havde CP 145 mio. passengerer.
Portugals første jernbane åbnede 28. oktober 1856 mellem Lissabon og Carregado og Companhia dos Caminhos de Ferro Portugueses var skabt.